# Жерар Урі
Жера́р Урі́ (фр. Gérard Oury; справжнє ім'я Макс-Жера́р У́рі Танненба́ум (Houry Tannenbaum); нар. 29 квітня 1919 — пом. 20 липня 2006) — французький кінорежисер-комедіограф.
Народився 29 квітня 1919 року в Парижі, в родині відомого віолончеліста Сержа Танненбаума.
Після закінчення акторських курсів Рене Симона, вступив до Паризької консерваторії драматичного мистецтва, де провчився лише один рік.
Знімав комедії різних жанрів: кримінальні комедії, пригодницькі комедії, сатиричні комедії та інші. Працював з такими коміками франзузького кіно як П'єр Рішар, Луї де Фюнес, Бурвіль та іншими.
Помер 20 липня 2006 року в Сен-Тропе.

## Фільмографія

### Режисер
- 1960 — Гаряча рука
- 1961 — Погроза
- 1962 — Злочин не окупається
- 1965 — Роззява
- 1966 — Велика прогулянка
- 1969 — Супермозок
- 1971 — Манія величі
- 1973 — Пригоди рабина Якова
- 1974 — Крокодил (незавершений)
- 1978 — Утеча
- 1980 — Укол парасолькою
- 1982 — Ас із асів
- 1984 — Помста пернатого змія
- 1987 — Леві та Голіаф
- 1989 — Ванільна полуниця
- 1993 — Жага золота
- 1999 — Шпунц

### Сценарист
- 1958 — Двостороннє дзеркало
- 1959 — Бабетта йде на війну
- 1959 — Приходь танцювати зі мною
- 1959 — Свідок у місті
- 1960 — Гаряча рука
- 1965 — Роззява
- 1966 — Велика прогулянка
- 1969 — Супермозок
- 1971 — Манія величі
- 1973 — Пригоди рабина Якова
- 1978 — Утеча
- 1980 — Укол парасолькою
- 1982 — Ас із асів
- 1987 — Леві та Голіаф
- 1993 — Жага золота

### Актор
1958 — Двостороннє дзеркало — лікар Боск